# Thuyết kỳ vọng
Thuyết kỳ vọng là một lý thuyết rất quan trọng trong lý thuyết quản trị nhân sự (OB), bổ sung cho lý thuyết về tháp nhu cầu của Abraham Maslow bên cạnh thuyết công bằng.
Thuyết kỳ vọng này do Victor Vroom; giáo sư Trường Quản trị Kinh doanh Yale (và học vị Tiến sĩ khoa học tại Trường đại học Michigan) đưa ra, cho rằng một cá nhân sẽ hành động theo một cách nhất định dựa trên những mong đợi về một kết quả nào đó hay sự hấp dẫn của kết quả đó với cá nhân. Mô hình này do V. Vroom đưa ra vào năm 1964, sau đó được sửa đổi, bổ sung bởi một vài người khác, bao gồm cả các học giả Porter và Lawler (1968).

## Nội dung thuyết
Thuyết kỳ vọng của V. Vroom được xây dựng theo công thức:
Hấp lực x Mong đợi x Phương tiện = Sự động viên
• Hấp lực (phần thưởng) = sức hấp dẫn cho một mục tiêu nào đó (Phần thưởng cho tôi là gì?)
• Mong đợi (thực hiện công việc) = niềm tin của nhân viên rằng nếu nỗ lực làm việc thì nhiệm vụ sẽ được hoàn thành (Tôi phải làm việc khó khăn, vất vả như thế nào để đạt mục tiêu?)
• Phương tiện (niềm tin) = niềm tin của nhân viên rằng họ sẽ nhận được đền đáp khi hoàn thành nhiệm vụ (Liệu người ta có biết đến và đánh giá những nỗ lực của tôi?)
Thành quả của ba yếu tố này là sự động viên. Đây chính là nguồn sức mạnh mà nhà lãnh đạo có thể sử dụng để chèo lái tập thể hoàn thành mục tiêu đã đề ra. Khi một nhân viên muốn thăng tiến trong công việc thì việc thăng chức có hấp lực cao đối với nhân viên đó. Nếu một nhân viên tin rằng khi mình làm việc tốt, đúng tiến độ... sẽ được mọi người đánh giá cao, nghĩa là nhân viên này có mức mong đợi cao. Tuy nhiên, nếu nhân viên đó biết được rằng công ty sẽ đi tuyển người từ các nguồn bên ngoài để lấp vào vị trí trống hay đưa vào các vị trí quản lý chứ không đề bạt người trong công ty từ cấp dưới lên, nhân viên đó sẽ có mức phương tiện thấp và sẽ khó có thể khuyến khích động viên để nhân viên này làm việc tốt hơn.

## Biện pháp
Chu trình của Thuyết kỳ vọng có 3 bước: Nỗ lực => Hoàn thành => Kết quả. Để đạt kết quả tốt nhất có thể dùng các loại biện pháp saU:

### Tăng kỳ vọng từ nỗ lực đến hoàn thành công việc
- Chọn nhân viên phù hợp với công việc.
- Đào tạo nhân viên tốt.
- "Phân vai" rõ trong công việc.
- Cung cấp đủ các nguồn lực cần thiết.
- Kèm cặp, giám sát và tích cực thu thập thông tin phản hồi.

### Tăng kỳ vọng từ hoàn thành công việc tới hiệu quả
- Đo lường quá trình làm việc một cách chính xác.
- Mô tả các kết quả làm việc tốt và không tốt.
- Giải thích và áp dụng cơ chế đãi ngộ theo kết quả công việc

### Tăng mức độ thỏa mãn
- Đảm bảo là các phần thưởng có giá trị (vật chất & tinh thần)
- Cá biệt hóa phần thưởng.
- Tối thiểu hóa sự khác biệt trong mức độ thỏa mãn các kết quả.